# La esfinge del sendero
La esfinge del sendero es una novela publicada en 1916 por Jenaro Cardona. Fue pionera en tratar el tema de la homosexualidad en la literatura de Costa Rica.

## Argumento
La novela trata la experiencia de Rafael María, un joven que desea ser sacerdote pero desiste al enamorarse de una mujer llamada Engracia. Otros sacerdotes retratados en la novela son Juan, un sacerdote también zapatero que se convirtió en religioso por presión de sus padres así como Félix, otro sacerdote que comete aprovechando su investidura delitos como el incesto y el abuso sexual.

## Historia
La novela ha sido enmarcada dentro del primer realismo costarricense, corriente en boga a principios del siglo XX en ese país.Años antes Cardona había escrito El primo en donde bajo este mismo género mostraba los contrastes entre el urbanismo acelerado y la tradición campesina de San José. En el caso de La esfinge del sendero Cardona, influenciado por un espíritu anticlericalista, usa el tema del celibato en el sacerdocio católico como forma de tratar la homosexualidad bajo una perspectiva de la contradicción moralista, comparándola con «perversiones». y «depravación».
La esfinge del sendero fue escrita en el marco de un concurso literario convocado por el Ateneo Nacional de la República Argentina en 1916, misma que Cardona presentó bajo el pseudónimo de Olimpiodoro. En dicho certamen recibió el segundo lugar, siendo el primero La casa de los cuervos de Hugo Wast.Según Estanislao Zeballos la novela de Cardona era la merecedora del primer sitio, pero por la polémica de la misma se decide otra cosa.Fue entonces impresa en Argentina siendo esta su primera y única edición, ya que debido al tema que trataba y al conservadurismo de la época, la novela no fue impresa nuevamente sino hasta 1970. Una segunda edición en Costa Rica revisada en 1925 por su autor también fue censurada.
En los años 70 la propia familia de Cardona se opone a la publicación de la novela en protesta por la censura que sufrió. El escritor Alberto Cañas encontró en México la edición corregida en 1925 y la lleva a Costa Rica para su publicación. Debido a que la obra en ese momento ya se encontraba en dominio público la familia de Cardona no pudo impedir su tiraje.